# Neuenhaus (Aichtal)
Neuenhaus ist ein Ortsteil der Stadt Aichtal im Landkreis Esslingen in Baden-Württemberg. Umgangssprachlich wird der Ort auch Hafner-Neuhausen oder Häfner-Neuhausen genannt.

## Geographie
Der Ort liegt am Rand des nördlichen Schönbuchs in der Nähe der Einmündung der Schaich in die Aich.

## Geschichte
Die erste urkundliche Erwähnung zem Niwenhuse datiert aus dem Jahr 1312. Es handelte sich um eine Wasserburg des Tübinger Pfalzgrafen Rudolf II, genannt der Scheerer, die an Dienstmannen verliehen war. Daneben entstand ein grundherrschaftliches Dorf. Zwischen 1342 und 1382 mussten die Pfalzgrafen von Tübingen aus Geldnot den größten Teil ihres Besitzes an die Grafen von Württemberg verkaufen, darunter auch 1347 Neuenhaus, Steinenbronn und Teile des Schönbuchs.
Ab 1806 gehörte Neuenhaus zum Oberamt Nürtingen. Die Verwaltungsreform während der NS-Zeit in Württemberg führte 1938 zur Zugehörigkeit zum Landkreis Nürtingen. 1945 bis 1952 gehörte der Ort zum Nachkriegsland Württemberg-Baden, das 1945 in der Amerikanischen Besatzungszone gegründet worden war, ab 1952 dann zum neuen Bundesland Baden-Württemberg. Nach der Auflösung des Landkreises Nürtingen im Zuge der Kreisreform kam der Ort 1973 zum Landkreis Esslingen. Am 1. Januar 1975 schloss sich die Gemeinden Neuenhaus und Aich mit der Stadt Grötzingen zur neuen Gemeinde Aichtal zusammen.

## Töpferei
Das bedeutendste Gewerbe war über Jahrhunderte die Töpferei. Die Neuenhauser Hafner durften Ton aus dem Schönbuch vom nahen Betzenberg nutzen, im Gegenzug musste jeder Hafnermeister an die Grafen von Württemberg laut dem Schönbuch-Urbar von 1383 jährlich 100 Eier liefern. 1819 wurde diese Naturalabgabe in eine Geldabgabe von 40 Kreuzern umgewandelt und ging 1844 auf die Gemeinde als Empfänger über. 1587 waren 17 Hafner am Ort ansässig, 1790 gab es schon 40 Hafnermeister. Den Höhepunkt erreichte das Handwerk 1848 mit 78 Hafnermeistern. Die Erzeugnisse wurden durch Hausierhandel vertrieben. Umgangssprachlich werden die Einwohner von Neuenhaus deshalb meist nur Häfner genannt. Das ehemalige Ortswappen, das 1951 angenommen wurde, weist noch heute auf diese Tradition hin.

## Kultur und Sehenswürdigkeiten

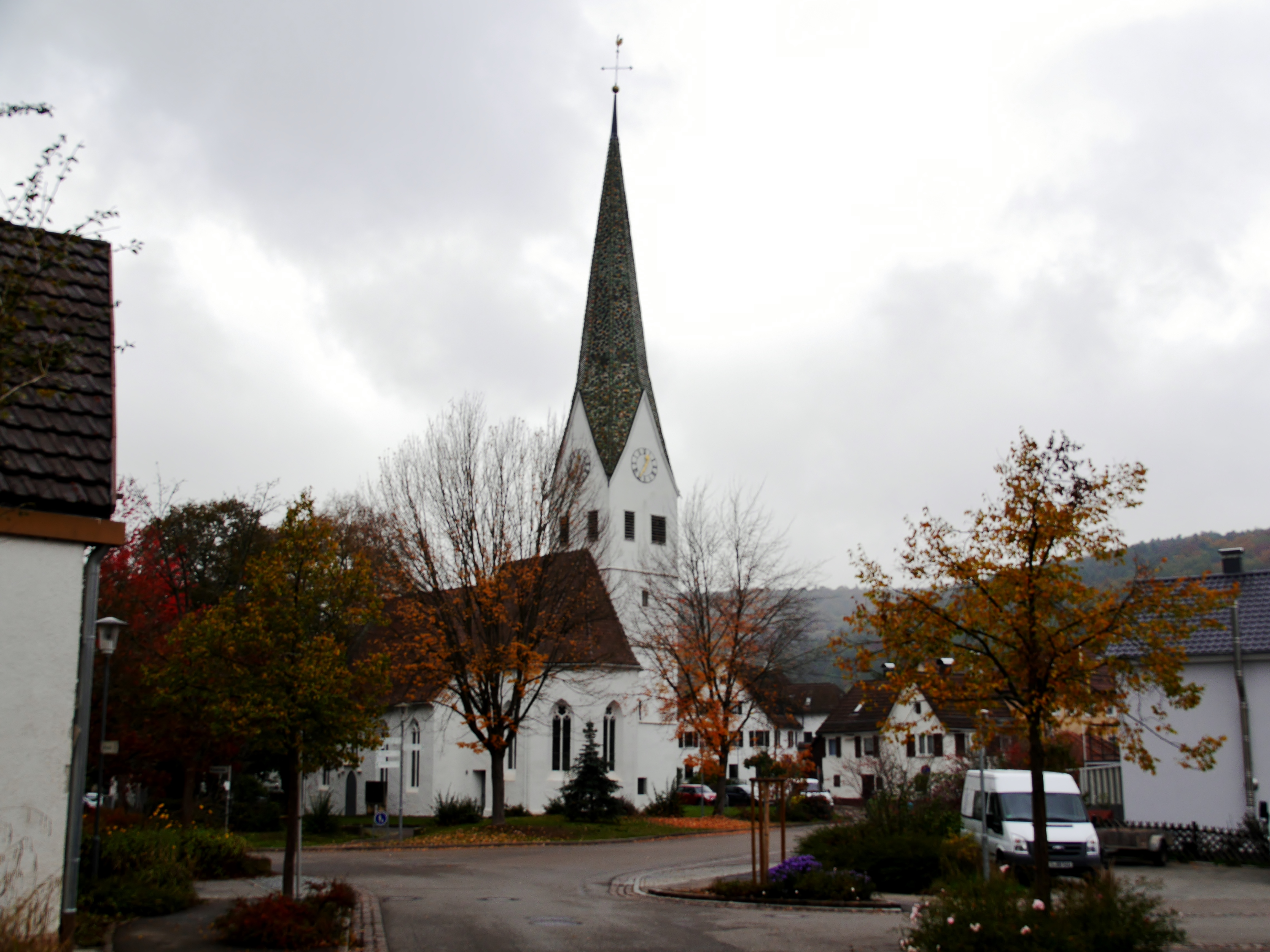
Evangelische Kirche Neuenhaus

- Das Schlössle ist ein Fachwerkbau nördlich des Dorfes, der um 1600 auf den Fundamenten der alten Wasserburg errichtet wurde.
- Die Kirche zu Unserer Lieben Frau ist ein spätgotischer Bau von 1480.

## Wirtschaft und Infrastruktur

### Verkehr
Die Landesstraße 1185, welche Nürtingen und Waldenbuch verbindet, führt durch Neuenhaus.

### Öffentliche Einrichtungen
In Neuenhaus gibt es ein Hallenbad, eine Grundschule, zwei Kindergärten, eine Schulturnhalle und den Häfnersaal.